# Roblox Corporation
Roblox Corporation — американская компания по разработке компьютерных игр, базирующаяся в Сан-Матео, штат Калифорния. Основана в 2004 году Дэвидом Базуки и Эриком Касселем. Компания является разработчиком игровой платформы Roblox, которая была выпущена в 2006 году. По состоянию на 31 декабря 2022 года в Roblox Corporation работает более 2100 человек.

## История
Корпорация Roblox была основана Дэвидом Базуки и Эриком Касселем. Базуки ранее основал Knowledge Revolution, компанию по разработке образовательного программного обеспечения, в 1989 году. В том же году через компанию он и Кассел разработали Interactive Physics, 2D-симуляцию физики. которая имитировала механические устройства. В конечном итоге компания была куплена MSC Software в декабре 1998 года за 20 млн долларов, а Базуки и Кассел получили руководящие должности. Базуки был вице-президентом и генеральным директором компании с 2000 по 2002 год, когда он покинул MSC Software, чтобы основать инвестиционную компанию-бизнес-ангел Baszucki & Associates. Он и Кассел основали корпорацию Roblox в 2004 году. Работая в офисе в Менло-Парке, они начали предварительную работу над видеоигрой, которая первоначально имела название DynaBlocks и была запущена в бета-версии позже в том же году. Текущее название игра Roblox получила в 2005 году, а её официальный выпуск состоялся 1 сентября 2006 года.
Кассел умер от рака 11 февраля 2013 года. В декабре 2013 года в корпорации Roblox работало 68 сотрудников, число которых к декабрю 2016 года возросло до 163. В марте 2017 года компания привлекла инвестиции в размере 82 млн долларов в рамках раунда финансирования, возглавляемого Meritech Capital Partners и Index Ventures. Стремясь к международной экспансии, корпорация Roblox учредила Roblox International и наняла Криса Миснера в качестве своего президента в мае 2018 года. Под руководством Миснера Roblox был запущен на китайском (в партнёрстве с Tencent), немецком и французском языках в 2019 году. К сентябрю 2018 года корпорация Roblox наняла Дэна Уильямса (ранее работавшего в Dropbox), чтобы перевести Roblox со стороннего сервиса облачных вычислений на собственный. В октябре 2018 года компания приобрела PacketZoom — разработчика программного обеспечения для оптимизации мобильных сетей. PacketZoom, включая его сотрудников, а также основателя и главного технического директора Четана Ахуджу, была объединена в корпорацию Roblox.
Раунд финансирования «серии G» в феврале 2020 года, возглавляемый Андреессеном Горовицем, привлёк 150 млн долларов США для корпорации Roblox и оценил компанию в 4 млрд долларов. К октябрю 2020 года Roblox Corporation начала планировать стать публичной компанией, оценивая, следует ли проводить обычное первичное публичное размещение акций (IPO) или использовать менее распространённый способ прямого листинга. Позже в том же месяце компания подала заявку в Комиссию по ценным бумагам и биржам США (SEC) на подготовку IPO стоимостью 1 млрд долларов, рассчитывая быть зарегистрированной на Нью-Йоркской фондовой бирже (NYSE) с символом тикера «RBLX». К этому времени в компании работало более 830 штатных сотрудников и 1700 «агентов по вопросам доверия и безопасности». В декабре 2020 года корпорация приобрела Loom.ai — сервис преобразующий фотографии в 3D-аватары. В январе 2021 года корпорация Roblox объявила, что проведёт прямой листинг вместо IPO. Комиссия по ценным бумагам и биржам также потребовала, чтобы корпорация изменила порядок отчётности о продажах своей виртуальной валюты Robux. В том же месяце Altimeter Capital и Dragoneer Investment Group провели раунд финансирования «серии H», который оценил компанию в 29,5 млрд долларов. Нью-Йоркская фондовая биржа одобрила прямой листинг акций Roblox Corporation класса А к февралю 2021 года. Акции начали торговаться 10 марта того же года, при этом первоначальные покупки дали компании оценку в 41,9 млрд долларов. В августе 2021 года корпорация Roblox приобрела платформы онлайн-коммуникаций Bash Video и Guilded, заплатив за последнюю 90 млн долларов в виде денежных средств и акций.